# Mesocnemis
Mesocnemis is een geslacht van libellen (Odonata) uit de familie van de Breedscheenjuffers (Platycnemididae).

## Soorten
Mesocnemis omvat 5 soorten:
- Mesocnemis dupuyi Legrand, 1982
- Mesocnemis robusta (Selys, 1886)
- Mesocnemis saralisa Dijkstra, 2008
- Mesocnemis singularis Karsch, 1891
- Mesocnemis tisi Lempert, 1992